# حي علم

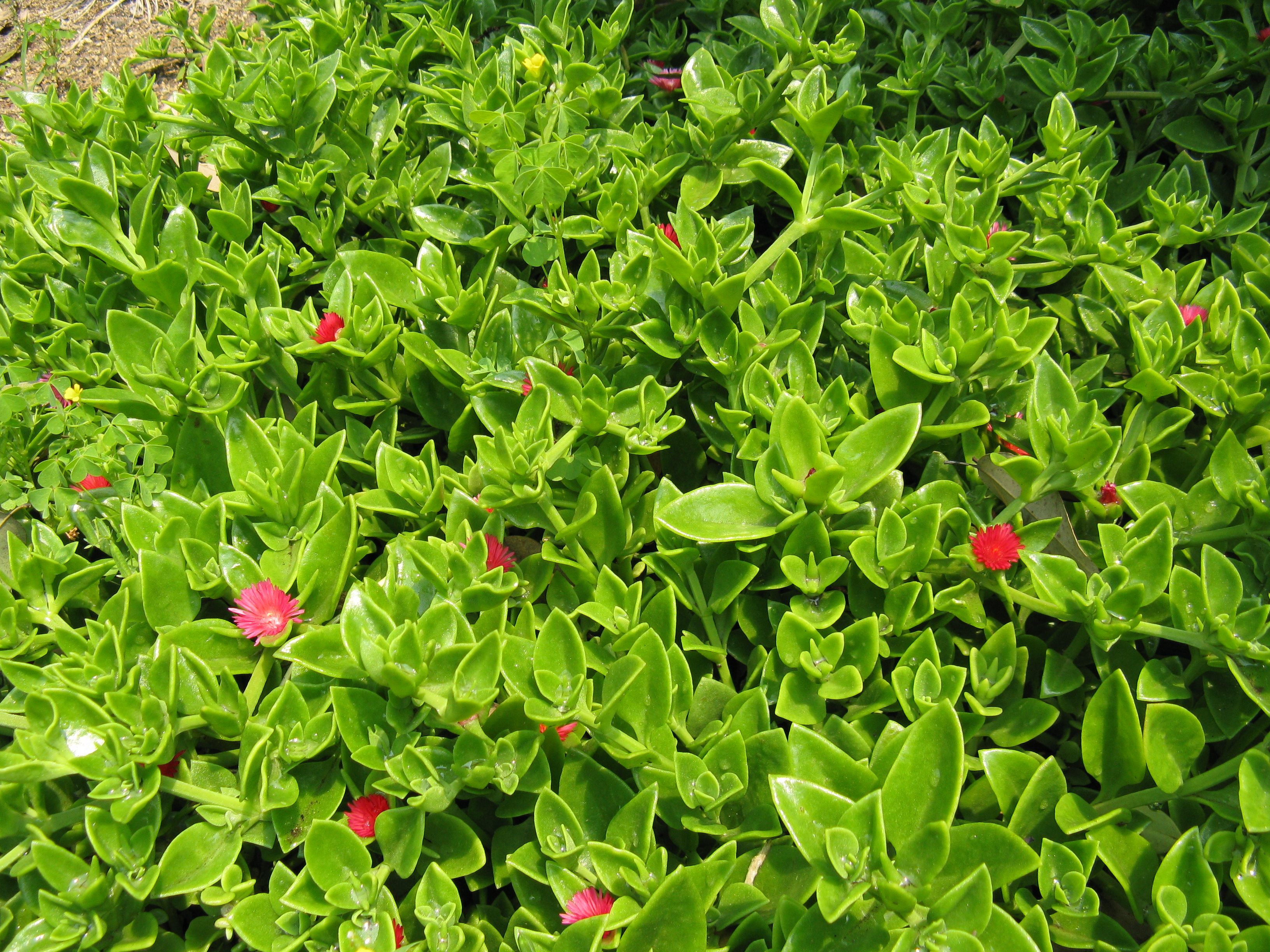
الكلانشو

حي علم (الاسم العلمي: Aptenia  cordifolia)، هو نبات ينتمي إلى بركانية (فصيلة: Aizoaceae).